# Kultura dniepro-doniecka

Przybliżony zasięg kultury dniepro-donieckiej na tle innych kultur neolitycznych

Kultura dniepro-doniecka – neolityczna kultura archeologiczna z dorzecza Dniepru i Donu. Datowana na okres od końca V tys. p.n.e. do końca III tys. p.n.e. Zaliczana do cyklu kultur z ceramiką grzebykowo-nakłuwaną.
Ludność osiadła, budowała niewielkie osady złożone z owalnych lub prostokątnych półziemianek. Ceramika ostrodenna, zdobiona odciskami stempli i liniami rytymi. Narzędzia jak i broń krzemienne. Początkowo głównie myślistwo i rybołówstwo, potem hodowla bydła, świń i prawdopodobnie koni. Cmentarzyska duże, rozległe. Groby czasami zbiorowe, szkielety wyprostowane, ułożone na wznak.
Prawdopodobnie kultura ta wywarła wpływ na powstanie kultury niemeńskiej.